# Die Geträumten
Die Geträumten ist ein österreichischer Film von Ruth Beckermann, der auf dem fast 20-jährigen Briefwechsel zwischen der Dichterin Ingeborg Bachmann und dem Dichter Paul Celan basiert. Es handelt sich nicht um eine klassische Filmbiografie, sondern eine Mischung aus Experimental- und Spielfilm. Die Musikerin Anja Plaschg und der Schauspieler Laurence Rupp spielen sich selbst, wie sie die Briefe im Wiener Funkhaus lesen. Immer wieder gibt es auch improvisierte Aufnahmen von den Pausen, in denen sie über die Beziehung der beiden Liebenden, aber auch über ihre eigene Situation reflektieren.

## Handlung
Eine junge Frau und ein junger Mann befinden sich in einem Tonstudio. Sie lesen Briefe, die sich Ingeborg Bachmann und Paul Celan – zwei der bedeutendsten deutschsprachigen Lyriker der Nachkriegszeit – von 1948 bis 1967 geschrieben haben. Die Frau steht vor einem Mikrofon und liest die Briefe Bachmanns, der Mann die Briefe Celans. Dabei werden Tonaufnahmen gemacht. Die Texte verdichten sich durch die konzentrierte, abwechselnde Rezitation der beiden Vortragenden im österreichischen Deutsch, das auch Bachmann und Celan gesprochen haben, zu einem intensiven, modernen Kammerspiel. Immer mehr fühlen sie sich in die Sprache und Gefühle der beiden Briefschreibenden ein. Es geht in den Texten um Liebe, Zweifel, Sehnsucht, Eifersucht und künstlerische Selbstvergewisserung. Die Beziehung zwischen Bachmann und Celan ist schwierig und tragisch – nicht zuletzt auch wegen ihrer unterschiedlichen Herkunft. Bachmann ist Österreicherin, Celan ist als Jude in Rumänien aufgewachsen. Vorwürfe und Missverständnisse häufen sich. Mehrmals liest Anja Plaschg den Satz Bachmanns: „Sind wir nur die Geträumten?“.
Die Intensität der Lesungen wird immer wieder unterbrochen, durch kurze, improvisierte Szenen, die während der Pausen spielen. Man sieht die beiden Schauspieler an verschiedenen Orten in dem Gebäude. Sie führen Smalltalk, reflektieren das Gelesene, hören Musik oder rauchen.

## Hintergrund
Die Beziehung zwischen Ingeborg Bachmann und Paul Celan war lange nicht öffentlich. Erst 2009 – fast 40 Jahre später – wurde der Briefwechsel erstmals in einem Sammelband veröffentlicht. Das Drehbuch von Ruth Beckermann und Ina Hartwig basiert auf dieser Ausgabe. Dennoch handelt es sich nicht nur um private Zeugnisse einer Liebesbeziehung. Die Korrespondenz kann in einer Tradition der poetischen Briefwechsel von Künstlern des 18. und 19. Jahrhunderts gesehen werden. Der Briefwechsel zwischen Bachmann und Celan hat für die Regisseurin Ruth Beckermann eine „starke fiktionale Ebene“, die sie zum Teil an „Minnegesang“ erinnerte. Bachmann und Celan inspirieren sich gegenseitig in ihrem künstlerischen Schaffen und reflektieren dieses in ihren Briefen. Der Titel des Films Die Geträumten ist dem Briefwechsel und dem Gedicht „Köln, Am Hof“ von Paul Celan für Ingeborg Bachmann entlehnt. Celan widmet Bachmann weitere Gedichte wie Corona in seinem Gedichtband Mohn und Gedächtnis. Bachmann nimmt Celan als Vorlage für die Figur des Fremden mit schwarzen Mantel in ihrem Roman Malina. Die jeweiligen Partner von Bachmann und Celan wussten über die Beziehung Bescheid und korrespondierten auch untereinander. So hatte Ingeborg Bachmann einen langen Briefwechsel mit der Grafikerin Gisèle Lestrange, der Ehefrau von Celan. Paul Celan richtete auch Briefe an den Schriftsteller Max Frisch, der eine Zeit lang Lebenspartner von Ingeborg Bachmann war.

## Auszeichnungen
Bei der Diagonale 2016 wurde der Film als bester Spielfilm ausgezeichnet.